# Tralkasaurus cuyi
Tralkasaurus cuyi ("lagarto trueno de El Cuy", ya que tralka es "trueno" en mapudungun y cuyi es en referencia a El Cuy, el pueblo en que fue descubierto) es la única especie conocida del género extinto Tralkasaurus de dinosaurio terópodo abelisáurido que vivió a finales del período Cretácico, hace aproximadamente de 97 a 93 millones de años, durante el Cenomaniano al Turoniano, en lo que hoy es Sudamérica. Fue descubierto en la Formación Huincul de la Provincia de Río Negro, Argentina y descrito por Cerroni et al., 2020. Era un abelisáurido de tamaño mediano, exhibe una combinación conflictiva de características que se encuentran entre los abelisáuridos de divergencia temprana con otros que caracterizan al clado altamente especializado Brachyrostra y, por lo tanto, su posición dentro del clado está mal resuelta.

## Descripción
Tralkasaurus fue descrito por Cerroni et al. como un "abelisáurido de tamaño mediano". Su maxilar tiene una longitud de 22 centímetros (8,7 pulgadas), más pequeña que la del Skorpiovenator de tamaño similar "mediano" (32 centímetros (13 pulgadas), con el animal completo midiendo 6 metros (20 pies) de largo). Es más comparable al espécimen, MMCh-PV 69, de la Formación Candeleros, con el pubis de Tralkasaurus que mide 35 centímetros (14 pulgadas) de largo y el de MMCh-PV 69 mide 41 centímetros (16 pulgadas) de largo.
El maxilar de Tralkasaurus es un hueso subtriangular cubierto de agujeros neurovasculares (hoyos formados por inervación) y rugosidades (áreas rugosas). Esto encierra la fenestra antorbitaria desde el frente; Tralkasaurus es único entre los abelisáuridos en que el margen frontal de la fenestra antorbital se inclina hacia adelante y hacia arriba, en lugar de ser vertical o inclinado hacia atrás. La fenestra antorbitaria crea fosas tanto en el proceso de proyección hacia arriba del maxilar como (atípicamente entre los abelisáuridos) en la superficie interna del hueso; esta condición es más similar a los abelisauroideos basales como Noasaurus y Masiakasaurus, así como a los Averostra. Los surcos neurovasculares profundos se extienden hacia abajo desde el borde inferior de la fenestra antorbital, que es diferente a Carnotaurus, Ekrixinatosaurus, Majungasaurus y Skorpiovenator pero similar a Rugops. Más típicamente, el proceso ascendente se estrecha y se vuelve laminar (como una hoja) en la parte superior, como Skorpiovenator, Carnotaurus y Majungasaurus. El maxilar también tiene once alvéolos con cuatro dientes conservados, que son típicos de los abelisáuridos como Majungasaurus pero a diferencia de Skorpiovenator, las estrías en ambos bordes de los dientes son del mismo tamaño.
Basado en comparaciones con Carnotaurus y Majungasaurus, las vértebras dorsales de Tralkasaurus se originaron desde la parte media hacia atrás de la espalda. Los procesos transversales que se extienden hacia afuera y hacia arriba son subtriangulares como los de Dahalokely, Viavenator, Majungasaurus y Masiakasaurus, pero a diferencia de los procesos subrectangulares de Carnotaurus las parapófisis que se proyectan hacia afuera y hacia abajo son distintivas entre los abelisáuridos por su inusual estrechez y brevedad; incluso en abelisáuridos como Majungasaurus y MCF-PVPH-237, donde las parapófisis son relativamente estrechas, no son tan parecidas a varillas como en Tralkasaurus. Una cresta entre ellos, la lámina paradiapofisaria dorsal, también es poco profunda y relativamente baja, a diferencia de las crestas fuertemente desarrolladas en Carnotaurus, Majungasaurus e Ilokelesia. Otra cresta, la lámina paradiapofisaria posterior, es robusta y atraviesa una fosa debajo de la apófisis transversa (la fosa infradiapofisaria), como en Dahalokely.
Los grandes procesos transversales de las vértebras caudales, que se originaron en la parte delantera de la cola, son típicos en los abelisáuridos y se proyectan fuertemente hacia afuera y hacia arriba como Carnotaurus, Skorpiovenator, Aucasaurus y Viavenator, pero están más inclinados que Majungasaurus. Los procesos que se proyectan hacia adelante y hacia atrás en sus puntas se habrían superpuesto entre las vértebras caudales; esta es una característica distintiva de los Brachyrostra. Mientras tanto, aunque el pubis está mal conservado, el delantal púbico en su punta parece haberse expandido, como en Rahiolisaurus pero a diferencia de Masiakasaurus o Carnotaurus.

## Descubrimiento e investigación
El sitio de fósiles "Rancho Violante" en la provincia de Río Negro, Argentina, cerca del pueblo de El Cuy, fue descubierto en 1999 por Sebastián Apesteguía en la costa norte del Embalse Ezequiel Ramos Mexía. En un resumen de la conferencia de 2018, Matías Motta et al. informaron sobre nuevos descubrimientos de fósiles, incluida una fauna diversa de dinosaurios, realizados en el sitio del Rancho Violante. Los estratos expuestos son areniscas amarillentas y verdosas que ocasionalmente son tobáceas (es decir, que contienen cenizas volcánicas), que pertenecen a la Formación Huincul del Cenomaniano-Turoniano.
Los especímenes descubiertos incluyen un esqueleto incompleto de un abelisáurido, catalogado como MPCA-Pv 815, que comprende un maxilar; vértebras dorsales, sacras y caudales; costillas cervicales; y un pubis mal conservado. Motta et al. reconocieron que este abelisáurido, junto con un celurosaurio y un carcarodontosáurido, presentan rasgos distintos (autapomorfías) de otros terópodos de la Formación Huincul. El abelisáurido fue descrito formalmente en 2020 por Mauricio Cerroni et al. como Tralkasaurus cuyi; el nombre genérico se forma a partir de "tralka", la palabra mapudungun para "trueno", y el sufijo -saurus, que significa lagarto, mientras que el epíteto específico se refiere al pueblo de El Cuy.

## Clasificación
Cerroni et al. realizaron un análisis filogenético para determinar las afinidades de Tralkasaurus. Encontraron que posee sinapomorfias de los Abelisauridae: un maxilar con cuerpo profundo, proceso ascendente bajo y fosa maxilar reducida, cubierta por foramen y rugosidades; placas interdentales fusionadas que recubren el interior de la fila de dientes superiores con fuertes crestas verticales; la subdivisión de las fosas infradiapofisarias por las láminas paradiapofisarias posteriores; una conexión entre los procesos transversales y las parapofisis por las láminas paradiapofisarias dorsales; grandes procesos transversales fuertemente inclinados hacia arriba en las vértebras caudales; y un eje púbico delgado. También identificaron el margen frontal inclinado hacia adelante de la fenestra antorbital y su excavación del cuerpo del maxilar, las parapofisis en forma de varilla y las láminas paradiapofisarias bajas como autapomorfias de Tralkasaurus.
Dentro de Abelisauridae, la posición de Tralkasaurus estaba peor resuelta. En particular, exhibe una combinación conflictiva de características: las proyecciones en los procesos transversales caudales son típicos de los Brachyrostra, pero la presencia de extensas fosas antorbitarias en el maxilar es plesiomórfica (es decir, característica de los abelisauroideos basales y a diferencia de otros abelisáuridos). En consecuencia, el análisis filogenético colocó a Tralkasaurus como un abelisáurido basal, pero no pudo resolver sus afinidades más allá de una politomía (árbol colapsado).

### Filogenia
El árbol filogenético resultante se reproduce parcialmente a continuación:

|  | Rajasaurus    |
|  |               |
|  | Indosaurus    |
|  |               |
|  | Majungasaurus |
|  |               |

|  | Skorpiovenator   |
|  |                  |
|  | Ekrixinatosaurus |
|  |                  |

|  | Carnotaurus                                                |
|  |                                                            |
|  | \| \| Aucasaurus \| \| \| \| \| \| Abelisaurus \| \| \| \| |
|  |                                                            |
|  | Aucasaurus                                                 |
|  |                                                            |
|  | Abelisaurus                                                |
|  |                                                            |

|  | Aucasaurus  |
|  |             |
|  | Abelisaurus |
|  |             |

|  | Carnotaurus                                                |
|  |                                                            |
|  | \| \| Aucasaurus \| \| \| \| \| \| Abelisaurus \| \| \| \| |
|  |                                                            |
|  | Aucasaurus                                                 |
|  |                                                            |
|  | Abelisaurus                                                |
|  |                                                            |

|  | Aucasaurus  |
|  |             |
|  | Abelisaurus |
|  |             |

|  | Carnotaurus                                                |
|  |                                                            |
|  | \| \| Aucasaurus \| \| \| \| \| \| Abelisaurus \| \| \| \| |
|  |                                                            |
|  | Aucasaurus                                                 |
|  |                                                            |
|  | Abelisaurus                                                |
|  |                                                            |

|  | Aucasaurus  |
|  |             |
|  | Abelisaurus |
|  |             |

|  | Carnotaurus                                                |
|  |                                                            |
|  | \| \| Aucasaurus \| \| \| \| \| \| Abelisaurus \| \| \| \| |
|  |                                                            |
|  | Aucasaurus                                                 |
|  |                                                            |
|  | Abelisaurus                                                |
|  |                                                            |

|  | Aucasaurus  |
|  |             |
|  | Abelisaurus |
|  |             |

|  | Skorpiovenator   |
|  |                  |
|  | Ekrixinatosaurus |
|  |                  |

|  | Carnotaurus                                                |
|  |                                                            |
|  | \| \| Aucasaurus \| \| \| \| \| \| Abelisaurus \| \| \| \| |
|  |                                                            |
|  | Aucasaurus                                                 |
|  |                                                            |
|  | Abelisaurus                                                |
|  |                                                            |

|  | Aucasaurus  |
|  |             |
|  | Abelisaurus |
|  |             |

|  | Carnotaurus                                                |
|  |                                                            |
|  | \| \| Aucasaurus \| \| \| \| \| \| Abelisaurus \| \| \| \| |
|  |                                                            |
|  | Aucasaurus                                                 |
|  |                                                            |
|  | Abelisaurus                                                |
|  |                                                            |

|  | Aucasaurus  |
|  |             |
|  | Abelisaurus |
|  |             |

|  | Carnotaurus                                                |
|  |                                                            |
|  | \| \| Aucasaurus \| \| \| \| \| \| Abelisaurus \| \| \| \| |
|  |                                                            |
|  | Aucasaurus                                                 |
|  |                                                            |
|  | Abelisaurus                                                |
|  |                                                            |

|  | Aucasaurus  |
|  |             |
|  | Abelisaurus |
|  |             |

|  | Carnotaurus                                                |
|  |                                                            |
|  | \| \| Aucasaurus \| \| \| \| \| \| Abelisaurus \| \| \| \| |
|  |                                                            |
|  | Aucasaurus                                                 |
|  |                                                            |
|  | Abelisaurus                                                |
|  |                                                            |

|  | Aucasaurus  |
|  |             |
|  | Abelisaurus |
|  |             |

|  | Rajasaurus    |
|  |               |
|  | Indosaurus    |
|  |               |
|  | Majungasaurus |
|  |               |

|  | Skorpiovenator   |
|  |                  |
|  | Ekrixinatosaurus |
|  |                  |

|  | Carnotaurus                                                |
|  |                                                            |
|  | \| \| Aucasaurus \| \| \| \| \| \| Abelisaurus \| \| \| \| |
|  |                                                            |
|  | Aucasaurus                                                 |
|  |                                                            |
|  | Abelisaurus                                                |
|  |                                                            |

|  | Aucasaurus  |
|  |             |
|  | Abelisaurus |
|  |             |

|  | Carnotaurus                                                |
|  |                                                            |
|  | \| \| Aucasaurus \| \| \| \| \| \| Abelisaurus \| \| \| \| |
|  |                                                            |
|  | Aucasaurus                                                 |
|  |                                                            |
|  | Abelisaurus                                                |
|  |                                                            |

|  | Aucasaurus  |
|  |             |
|  | Abelisaurus |
|  |             |

|  | Carnotaurus                                                |
|  |                                                            |
|  | \| \| Aucasaurus \| \| \| \| \| \| Abelisaurus \| \| \| \| |
|  |                                                            |
|  | Aucasaurus                                                 |
|  |                                                            |
|  | Abelisaurus                                                |
|  |                                                            |

|  | Aucasaurus  |
|  |             |
|  | Abelisaurus |
|  |             |

|  | Carnotaurus                                                |
|  |                                                            |
|  | \| \| Aucasaurus \| \| \| \| \| \| Abelisaurus \| \| \| \| |
|  |                                                            |
|  | Aucasaurus                                                 |
|  |                                                            |
|  | Abelisaurus                                                |
|  |                                                            |

|  | Aucasaurus  |
|  |             |
|  | Abelisaurus |
|  |             |

|  | Skorpiovenator   |
|  |                  |
|  | Ekrixinatosaurus |
|  |                  |

|  | Carnotaurus                                                |
|  |                                                            |
|  | \| \| Aucasaurus \| \| \| \| \| \| Abelisaurus \| \| \| \| |
|  |                                                            |
|  | Aucasaurus                                                 |
|  |                                                            |
|  | Abelisaurus                                                |
|  |                                                            |

|  | Aucasaurus  |
|  |             |
|  | Abelisaurus |
|  |             |

|  | Carnotaurus                                                |
|  |                                                            |
|  | \| \| Aucasaurus \| \| \| \| \| \| Abelisaurus \| \| \| \| |
|  |                                                            |
|  | Aucasaurus                                                 |
|  |                                                            |
|  | Abelisaurus                                                |
|  |                                                            |

|  | Aucasaurus  |
|  |             |
|  | Abelisaurus |
|  |             |

|  | Carnotaurus                                                |
|  |                                                            |
|  | \| \| Aucasaurus \| \| \| \| \| \| Abelisaurus \| \| \| \| |
|  |                                                            |
|  | Aucasaurus                                                 |
|  |                                                            |
|  | Abelisaurus                                                |
|  |                                                            |

|  | Aucasaurus  |
|  |             |
|  | Abelisaurus |
|  |             |

|  | Carnotaurus                                                |
|  |                                                            |
|  | \| \| Aucasaurus \| \| \| \| \| \| Abelisaurus \| \| \| \| |
|  |                                                            |
|  | Aucasaurus                                                 |
|  |                                                            |
|  | Abelisaurus                                                |
|  |                                                            |

|  | Aucasaurus  |
|  |             |
|  | Abelisaurus |
|  |             |

|  | Rajasaurus    |
|  |               |
|  | Indosaurus    |
|  |               |
|  | Majungasaurus |
|  |               |

|  | Skorpiovenator   |
|  |                  |
|  | Ekrixinatosaurus |
|  |                  |

|  | Carnotaurus                                                |
|  |                                                            |
|  | \| \| Aucasaurus \| \| \| \| \| \| Abelisaurus \| \| \| \| |
|  |                                                            |
|  | Aucasaurus                                                 |
|  |                                                            |
|  | Abelisaurus                                                |
|  |                                                            |

|  | Aucasaurus  |
|  |             |
|  | Abelisaurus |
|  |             |

|  | Carnotaurus                                                |
|  |                                                            |
|  | \| \| Aucasaurus \| \| \| \| \| \| Abelisaurus \| \| \| \| |
|  |                                                            |
|  | Aucasaurus                                                 |
|  |                                                            |
|  | Abelisaurus                                                |
|  |                                                            |

|  | Aucasaurus  |
|  |             |
|  | Abelisaurus |
|  |             |

|  | Carnotaurus                                                |
|  |                                                            |
|  | \| \| Aucasaurus \| \| \| \| \| \| Abelisaurus \| \| \| \| |
|  |                                                            |
|  | Aucasaurus                                                 |
|  |                                                            |
|  | Abelisaurus                                                |
|  |                                                            |

|  | Aucasaurus  |
|  |             |
|  | Abelisaurus |
|  |             |

|  | Carnotaurus                                                |
|  |                                                            |
|  | \| \| Aucasaurus \| \| \| \| \| \| Abelisaurus \| \| \| \| |
|  |                                                            |
|  | Aucasaurus                                                 |
|  |                                                            |
|  | Abelisaurus                                                |
|  |                                                            |

|  | Aucasaurus  |
|  |             |
|  | Abelisaurus |
|  |             |

|  | Skorpiovenator   |
|  |                  |
|  | Ekrixinatosaurus |
|  |                  |

|  | Carnotaurus                                                |
|  |                                                            |
|  | \| \| Aucasaurus \| \| \| \| \| \| Abelisaurus \| \| \| \| |
|  |                                                            |
|  | Aucasaurus                                                 |
|  |                                                            |
|  | Abelisaurus                                                |
|  |                                                            |

|  | Aucasaurus  |
|  |             |
|  | Abelisaurus |
|  |             |

|  | Carnotaurus                                                |
|  |                                                            |
|  | \| \| Aucasaurus \| \| \| \| \| \| Abelisaurus \| \| \| \| |
|  |                                                            |
|  | Aucasaurus                                                 |
|  |                                                            |
|  | Abelisaurus                                                |
|  |                                                            |

|  | Aucasaurus  |
|  |             |
|  | Abelisaurus |
|  |             |

|  | Carnotaurus                                                |
|  |                                                            |
|  | \| \| Aucasaurus \| \| \| \| \| \| Abelisaurus \| \| \| \| |
|  |                                                            |
|  | Aucasaurus                                                 |
|  |                                                            |
|  | Abelisaurus                                                |
|  |                                                            |

|  | Aucasaurus  |
|  |             |
|  | Abelisaurus |
|  |             |

|  | Carnotaurus                                                |
|  |                                                            |
|  | \| \| Aucasaurus \| \| \| \| \| \| Abelisaurus \| \| \| \| |
|  |                                                            |
|  | Aucasaurus                                                 |
|  |                                                            |
|  | Abelisaurus                                                |
|  |                                                            |

|  | Aucasaurus  |
|  |             |
|  | Abelisaurus |
|  |             |

|  | Rajasaurus    |
|  |               |
|  | Indosaurus    |
|  |               |
|  | Majungasaurus |
|  |               |

|  | Skorpiovenator   |
|  |                  |
|  | Ekrixinatosaurus |
|  |                  |

|  | Carnotaurus                                                |
|  |                                                            |
|  | \| \| Aucasaurus \| \| \| \| \| \| Abelisaurus \| \| \| \| |
|  |                                                            |
|  | Aucasaurus                                                 |
|  |                                                            |
|  | Abelisaurus                                                |
|  |                                                            |

|  | Aucasaurus  |
|  |             |
|  | Abelisaurus |
|  |             |

|  | Carnotaurus                                                |
|  |                                                            |
|  | \| \| Aucasaurus \| \| \| \| \| \| Abelisaurus \| \| \| \| |
|  |                                                            |
|  | Aucasaurus                                                 |
|  |                                                            |
|  | Abelisaurus                                                |
|  |                                                            |

|  | Aucasaurus  |
|  |             |
|  | Abelisaurus |
|  |             |

|  | Carnotaurus                                                |
|  |                                                            |
|  | \| \| Aucasaurus \| \| \| \| \| \| Abelisaurus \| \| \| \| |
|  |                                                            |
|  | Aucasaurus                                                 |
|  |                                                            |
|  | Abelisaurus                                                |
|  |                                                            |

|  | Aucasaurus  |
|  |             |
|  | Abelisaurus |
|  |             |

|  | Carnotaurus                                                |
|  |                                                            |
|  | \| \| Aucasaurus \| \| \| \| \| \| Abelisaurus \| \| \| \| |
|  |                                                            |
|  | Aucasaurus                                                 |
|  |                                                            |
|  | Abelisaurus                                                |
|  |                                                            |

|  | Aucasaurus  |
|  |             |
|  | Abelisaurus |
|  |             |

|  | Skorpiovenator   |
|  |                  |
|  | Ekrixinatosaurus |
|  |                  |

|  | Carnotaurus                                                |
|  |                                                            |
|  | \| \| Aucasaurus \| \| \| \| \| \| Abelisaurus \| \| \| \| |
|  |                                                            |
|  | Aucasaurus                                                 |
|  |                                                            |
|  | Abelisaurus                                                |
|  |                                                            |

|  | Aucasaurus  |
|  |             |
|  | Abelisaurus |
|  |             |

|  | Carnotaurus                                                |
|  |                                                            |
|  | \| \| Aucasaurus \| \| \| \| \| \| Abelisaurus \| \| \| \| |
|  |                                                            |
|  | Aucasaurus                                                 |
|  |                                                            |
|  | Abelisaurus                                                |
|  |                                                            |

|  | Aucasaurus  |
|  |             |
|  | Abelisaurus |
|  |             |

|  | Carnotaurus                                                |
|  |                                                            |
|  | \| \| Aucasaurus \| \| \| \| \| \| Abelisaurus \| \| \| \| |
|  |                                                            |
|  | Aucasaurus                                                 |
|  |                                                            |
|  | Abelisaurus                                                |
|  |                                                            |

|  | Aucasaurus  |
|  |             |
|  | Abelisaurus |
|  |             |

|  | Carnotaurus                                                |
|  |                                                            |
|  | \| \| Aucasaurus \| \| \| \| \| \| Abelisaurus \| \| \| \| |
|  |                                                            |
|  | Aucasaurus                                                 |
|  |                                                            |
|  | Abelisaurus                                                |
|  |                                                            |

|  | Aucasaurus  |
|  |             |
|  | Abelisaurus |
|  |             |

## Paleoecología
Se conocen numerosos terópodos del Rancho Violante, incluidos Gualicho y Aoniraptor,que pueden representar o no el mismo megaraptórido, el carcarodontosáurido Taurovenator, un celurosaurio, identificado por Cerroni et al. como un unenlagino y otro carcarodontosáurido que permanece sin nombre, pero probablemente distinto al anterior y otro megaraptórido indeterminado. Otros dinosaurios también incluyen un saurópodo titanosauriano y un ornitópodo. Otros vertebrados incluyen el rincocefaliano Patagosphenos, un crocodiliforme, posiblemente perteneciente a Neosuchia; un escamoso; una tortuga quélido; y el pez Lepidotes.